# Saint-Martin-de-Corléans
Saint-Martin-de-Corléans est un quartier de la ville d'Aoste.

## Description
Autrefois un petit village situé entre Aoste et Chésallet, Saint-Martin-de-Corléans devient un faubourg à la limite occidentale d'Aoste, jusqu'à en devenir un quartier à part entière au cours du XXe siècle, surtout à la suite du flux migratoire en provenance du sud de l'Italie.

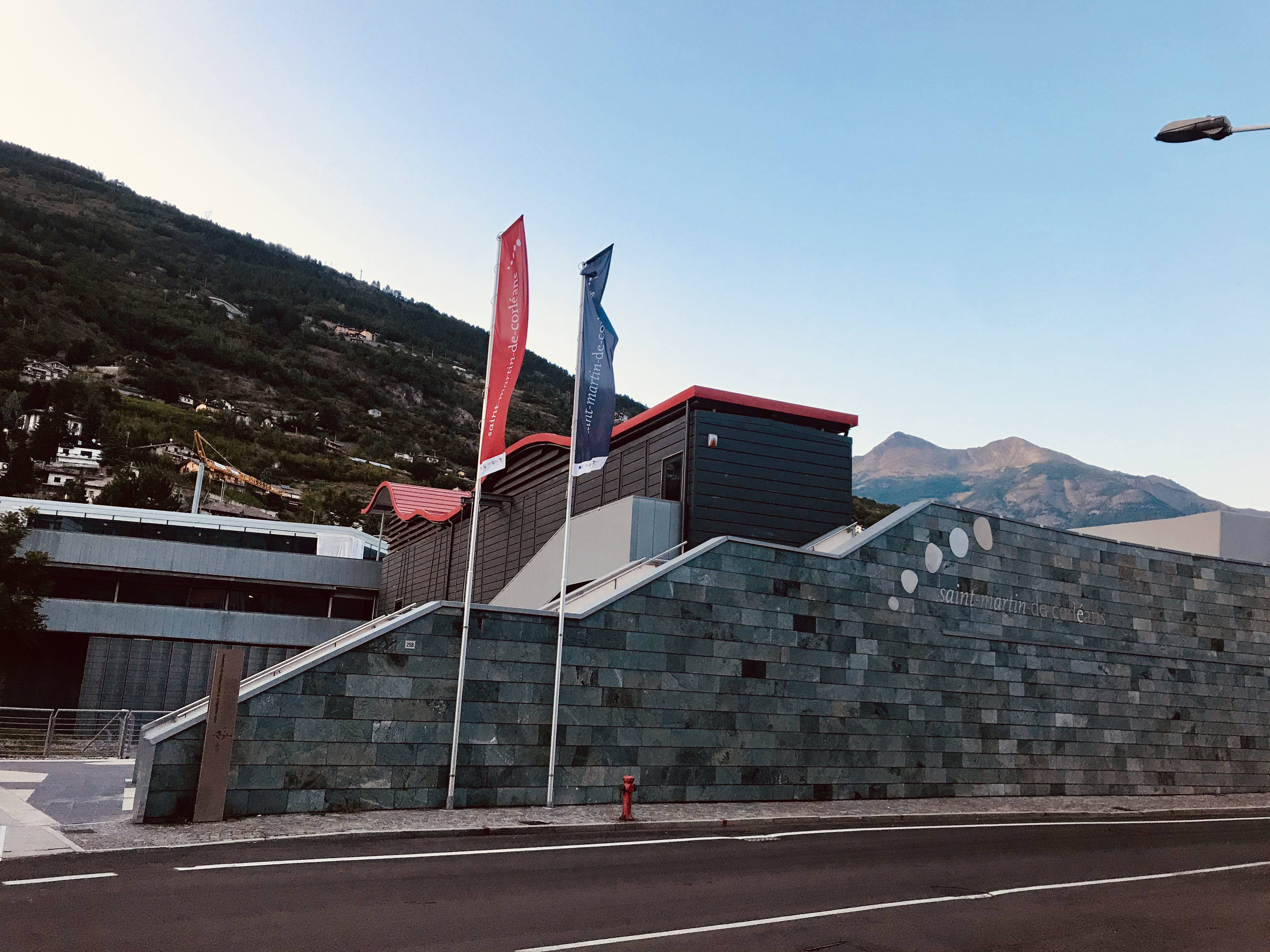
L'entrée du site mégalithique.
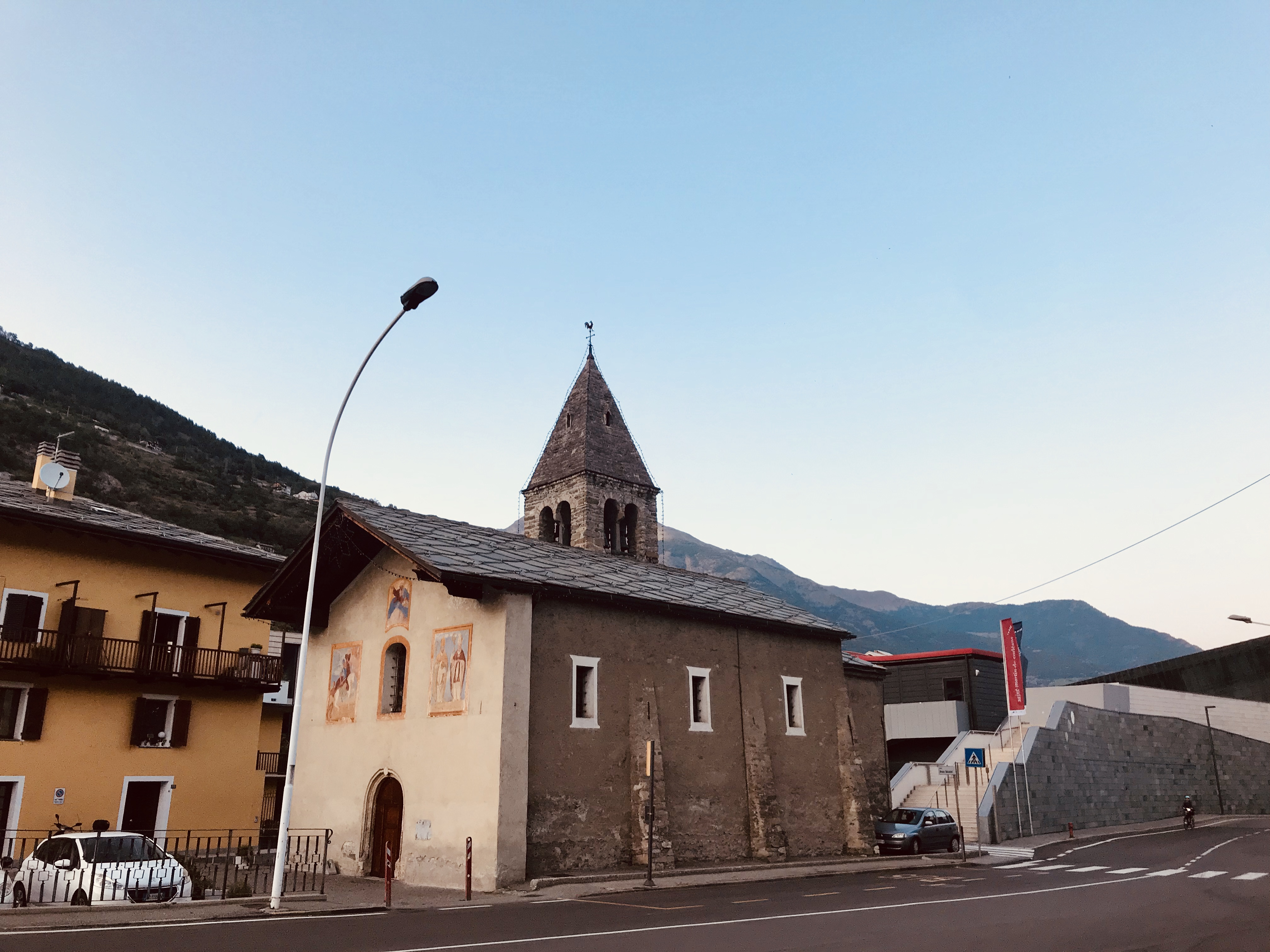
L'église paroissiale Saint-Martin-de-Tours.
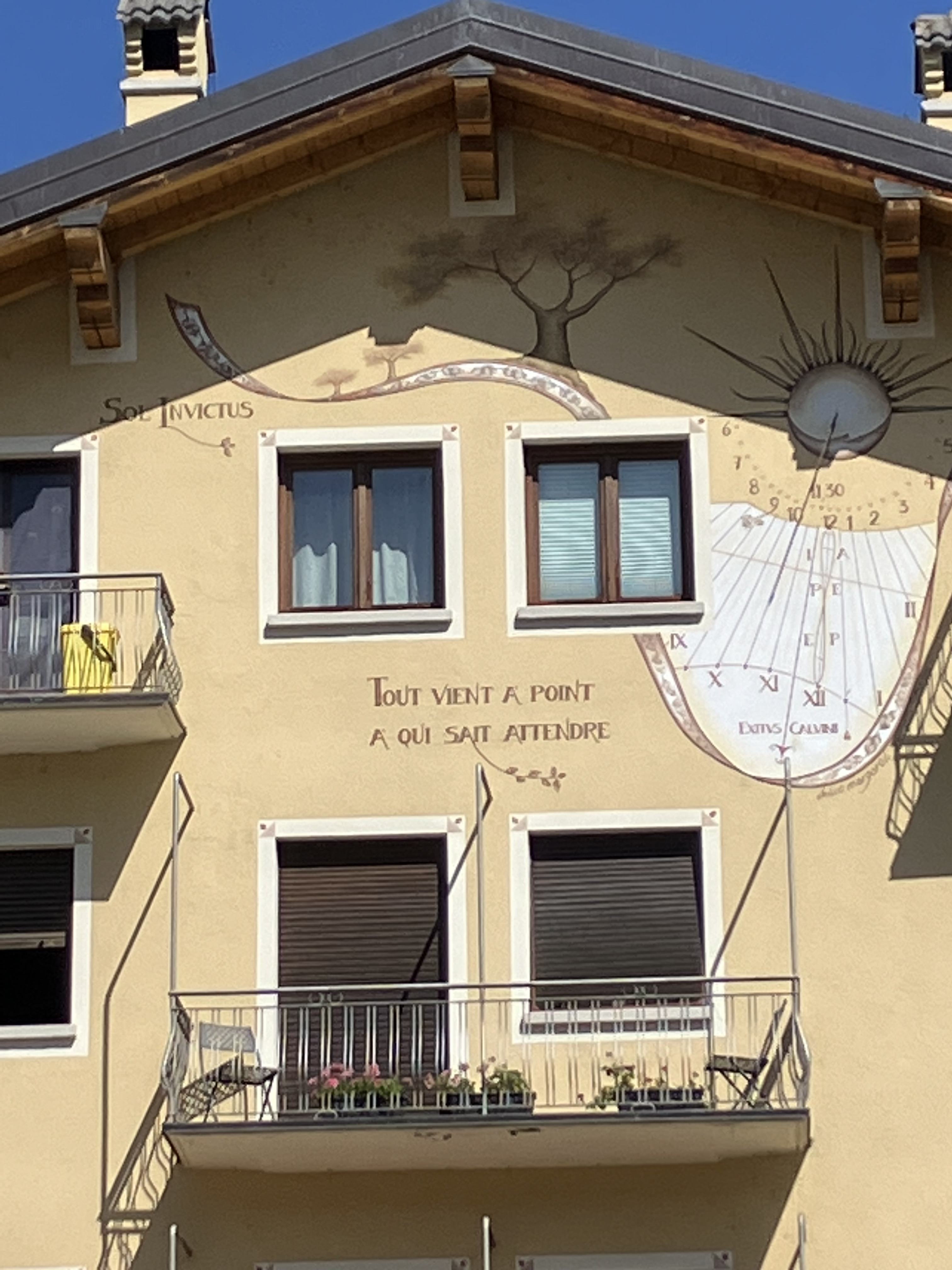
Cadran solaire sur la façade de la maison Frassy

## Monuments et lieux d'intérêt
- Site mégalithique de Saint-Martin-de-Corléans
- Église Saint-Martin-de-Corléans